# Биљана Мајсторовић
Биљана Мајсторовић (рођена 31. децембра 1959. у Београду) је некадашња југословенска и српска кошаркашица која је играла на позицији центра. Била је члан Југословенске репрезентације која је освојила бронзану медаљу на Олимпијским играма у Москви.

## Каријера
Кошарком је почела да се бави у Београду и највећи део своје каријере је провела у Партизану.

### Репрезентација
Била је дугогодишња репрезентативка Југославије. Прву медаљу са репрезентаацијом је освојила 1978. године и то сребро на Европском првенству. Године 1980. на Олимпијским играма у Москви осваја и бронзану медаљу. Ту репрезентацију су чиниле још и Софија Пекић, Вукица Митић, Зорица Ђурковић, Мира Бједов и др. Наступала је и на наредној Олмпијади у Лос Анђелесу али без медаље.